# Восилюкай
Восилюкай (лит. Vosyliukai, пол. Wasiluki) — деревня в Лентварском старостве, в Тракайском районе Вильнюсского уезда Литвы. Располагается в 6 км на северо–западе от Григишек, возле рек Нярис и Сайде.

## Население
| 1905                           | 1931 | 1959 | 1970 | 1979 | 1989 |
| ------------------------------ | ---- | ---- | ---- | ---- | ---- |
| 66                             | 111  | 109  | 105  | 80   | 57   |
| 2001                           | 2011 | 2021 | -    | -    | -    |
| 131                            | 254  | 336  | -    | -    | -    |
| Гистограмма динамики населения |      |      |      |      |      |